# Юстиниан (Кира)
Архиепископ Юстиниа́н (рум. Arhiepiscop Iustinian, в миру Йоан Кира, рум. Ioan Chira; 28 мая 1921, Плопиш, Марамуреш — 30 октября 2016[…], Бая-Маре, Марамуреш) — епископ Румынской православной церкви, архиепископ Марамурешский и Сатмарский (1973—2016).

## Биография
В 1941 года вступил в братию Рохийского Аннинского монастыря, где в 1942 году был пострижен в монашество.
В 1942 году был рукоположен в сан иеродиакона, а 1 апреля 1943 года — в сан иеромонаха.
С 1944 по 1973 год был настоятелем обители, где успешно развивал хозяйственную и пастырскую работу. В 1948 году был возведён в достоинство протосингела, а в 1967 году — архимандрита.
Обучался в Клужской духовной семинарии и на богословском факультете Сибиуского университета, который окончил с лицентиатом по богословию.
11 июня 1973 года был избран, а 9 сентября того же года хиротонисан во епископа Марамурешского, викария Вадской архиепископии.
9 июня 1990 года был назначен временно управляющим новоучреджённой Марамурешской и Сатмарской епархии с кафедрой в Бая-Маре. 26 сентября того же года был назначен, а 11 ноября настолован правящим епископом этой епархии.
18 июня 2009 года был возведён в достоинство архиепископа.
За годы архиерейства устроил Бая-Марскую духовную семинарию и учредил епархиальное издание «Речь нашей Церкви» («Graiul Bisericii Noastre»).
С 4 ноября 2014 года являлся старейшим по возрасту архиереем Румынской православной церкви.
Погребен в Рохийском монастыре.
Публиковался в изданиях «Христианская жизнь» («Viaţa Creştina») и «Возрождение» («Renaşterea»), Клуж; «Румынский телеграф» («Telegraful Român»), «Ардяльская митрополия» («Mitropolia Ardealului») и «Церковный путеводитель» ("Îndrumătorul Bisericesc, " в 1978—1989 — редактор), Сибиу; «Пастырский путеводитель» («Îndrumătorul Pastoral»), Алба-Юлия. Также опубликовал статьи в работе Darurile Bisericii, Cluj-Napoca, 1983.